# Hugh Beaver
Pour les articles homonymes, voir Beaver.
Sir Hugh Beaver, (Johannesburg, Afrique du sud, 1890 – Londres, 1967) est un ingénieur britannique, un industriel, manager de la brasserie Guinness, et le fondateur du Livre Guinness des records.